# شوكتية
شوكتية هي قرية في مقاطعة كاشمر، إيران. يقدر عدد سكانها بـ 23 نسمة بحسب إحصاء 2016.